# Drôle de jeu (film, 1968)
Pour plus de détails, voir Fiche technique et Distribution.
Drôle de jeu est un film français réalisé par Pierre Kast et Jean-Daniel Pollet, sorti en 1968.

## Synopsis
Pendant l'Occupation à Paris, Marat, ancien journaliste chef d'un réseau de la Résistance, cherche à comprendre comment son opérateur radio a pu être arrêté.

## Fiche technique
- Titre : Drôle de jeu
- Réalisation : Pierre Kast et Jean-Daniel Pollet
- Scénario : Pierre Kast et Jacques-Francis Rolland, d'après le roman de Roger Vailland
- Décors : Marie-Claire Mussau
- Photographie : Georges Leclerc
- Musique : Bernard Parmegiani
- Montage : Georges Cohen
- Son : Jacques Pietri
- Directeur de production : Pierre Gout
- Pays d'origine :  France
- Genre : Drame
- Durée : 90 min
- Date de sortie : 
  - France : 5 avril 1968

## Distribution
- Maurice Garrel : Marat
- Barbara Laage : Mathilde
- Michèle Girardon : Chloé
- Édith Garnier : Annie
- Rémy Longa : Rodrigue
- Robert Benoît : Frédéric
- Vania Vilers : Caracalla
- Claude-Jean Bonnardot : Thucydide
- Ursula Kübler : Elvire
- François Dyrek
- Raymond Jourdan
- Anne Collette
- Gaby Basset
- Pierre Leproux
- André Dumas
- Claude Degliame

## Distinctions
Le film a été présenté à la Quinzaine des réalisateurs, en sélection parallèle du festival de Cannes 1969.